# Stephen Laybutt
Stephen Laybutt, född 3 september 1977 i Lithgow, New South Wales, död 13 januari 2024 i Cabarita Beach nära Casuarina, New South Wales, var en australisk fotbollsspelare.
Stephen Laybutt spelade 15 landskamper för det australiska landslaget. Han deltog bland annat i Oceaniska mästerskapet i fotboll 2000 och 2004.